# Timana sodaliata
Timana sodaliata är en fjärilsart som beskrevs av Walker 1862. Timana sodaliata ingår i släktet Timana och familjen mätare. Inga underarter finns listade i Catalogue of Life.